# Xã Marion, Quận Osceola, Michigan
Xã Marion (tiếng Anh: Marion Township) là một xã thuộc quận Osceola, tiểu bang Michigan, Hoa Kỳ. Năm 2010, dân số của xã này là 1.692 người.